# Sede titolare di Bugia
Bugia (in latino: Bugiensis) è una sede titolare soppressa della Chiesa cattolica.

## Storia
Secondo Gaetano Moroni Bugia, sede in partibus infidelium suffraganea di Tinge, è una città africana conquistata dagli spagnoli nel 1508. Eubel invece indica questa sede come suffraganea di Cartagine; la sede è tuttavia sconosciuta al Morcelli nella sua opera Africa Christiana.
Bugia in realtà è il nome che acquisì la città romana di Saldae (oggi Bijaya in Algeria) dopo l'invasione araba, per essere un importante centro di produzione di piccole candele, comunemente chiamate bugie.
La sede titolare è stata soppressa nel corso dell'Ottocento, per l'esistenza della più appropriata sede titolare di Salde.

## Cronotassi dei vescovi titolari
- Miguel Morro † (1510 - ?)
- Fernando de Vera y Zúñiga, O.E.S.A. † (17 febbraio 1614 - 13 novembre 1628 nominato arcivescovo di Santo Domingo)
- François Perez † (5 febbraio 1687 - 20 settembre 1728 deceduto)
- Antonio Maurizio Ribeiro † (27 settembre 1824 - ?)[1]
- George Hilary Brown † (5 giugno 1840 - 22 aprile 1842 nominato vescovo titolare di Tlos)